# Puig de la Freixeneda
El Puig de la Freixeneda és una muntanya de 1.004 metres que es troba entre els municipis de la Vall d'en Bas, a la comarca de la Garrotxa i de Sant Pere de Torelló, a la comarca d'Osona.